# 军事工业复合体
軍事工業複合體（英語：Military-Industrial Complex，MIC），也称军事工业国会复合体（Military-Industrial-Congressional Complex，MICC），中文簡稱軍工複合體，描述了一個國家的軍隊與為其提供武器的國防工業之間的關係，兩者共同被視為影響公共政策的既得利益。它是工业复合体的一种。軍方與具有防禦意識的公司之間關係背後的一個驅動因素是雙方都受益——一方獲得戰爭武器，另一方獲得提供這些武器的報酬。  該術語最常用於指代美國武裝部隊背後的系統，由於國防承包商、五角大樓和政治家之間的密切聯繫，這種關係最為普遍。  在1961年1月17日，第34任美國總統德怀特·戴维·艾森豪威尔的告别演说中警告這種關係的不利影響後，該表達方式變得流行起來。
在美國語境下，這一稱謂有時會延伸至軍事-工業-國會複合體（MICC），加入美國國會形成三邊關係，稱為“鐵三角”。 它的三個支柱包括政治捐款、軍費開支的政治批准、支持官僚機構的遊說以及對行業的監督； 或更廣泛地說，整個合同網絡以及資金和資源在個人以及國防承包商、私人軍事承包商、五角大樓、國會和行政分支部門的公司和機構之間的流動。

## 詞源

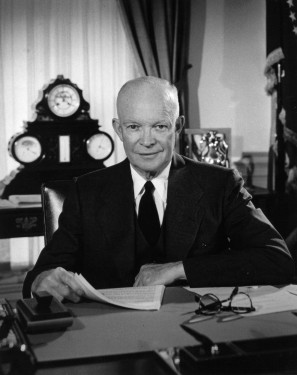
艾森豪威尔总统告别演说, 在告別演說中，美國總統德怀特·戴维·艾森豪威尔警告美國公民注意“軍事工業複合體”。

此名詞由即將卸任美國總統的德怀特·戴维·艾森豪威尔在1961年1月17日发表的艾森豪威尔总统告别演说中首創。指一國軍隊與軍事工業因政治經濟利益過於緊密而成的共生關係，這關係被視為影響公共政策及人民最大利益。該術語現已成為一個貶義詞，並且最常用於形容美國政客及國防承包商的密切聯繫。軍隊過份仰賴私營軍火企業提供軍需，私人國防工業會以政治及經濟手段，比如遊說國會議員，指支持軍工企業發展可為地方帶來大量就業機會，確保政府會投入大量資金，甚至為推銷武器而鼓動政府高層發動戰爭，令該國的軍事開支巨大。
這共生關係由國防承包商（軍事工業）、五角大廈（軍隊）以及美國政府（立法部門及行政部門）的要角所構成的聯合壟斷；此聯合壟斷關係為發「戰爭財」來獲取暴利，因而常與公眾利益相違背，發動或促進不需要（甚至有危害）的戰爭或軍事行動，在國際關係上可能引發不必要的軍備競賽及武器擴散。軍事工業複合體的貶義，主要來自於這種聯合壟斷的政經關係不受民主程序的監督、反省及控制。

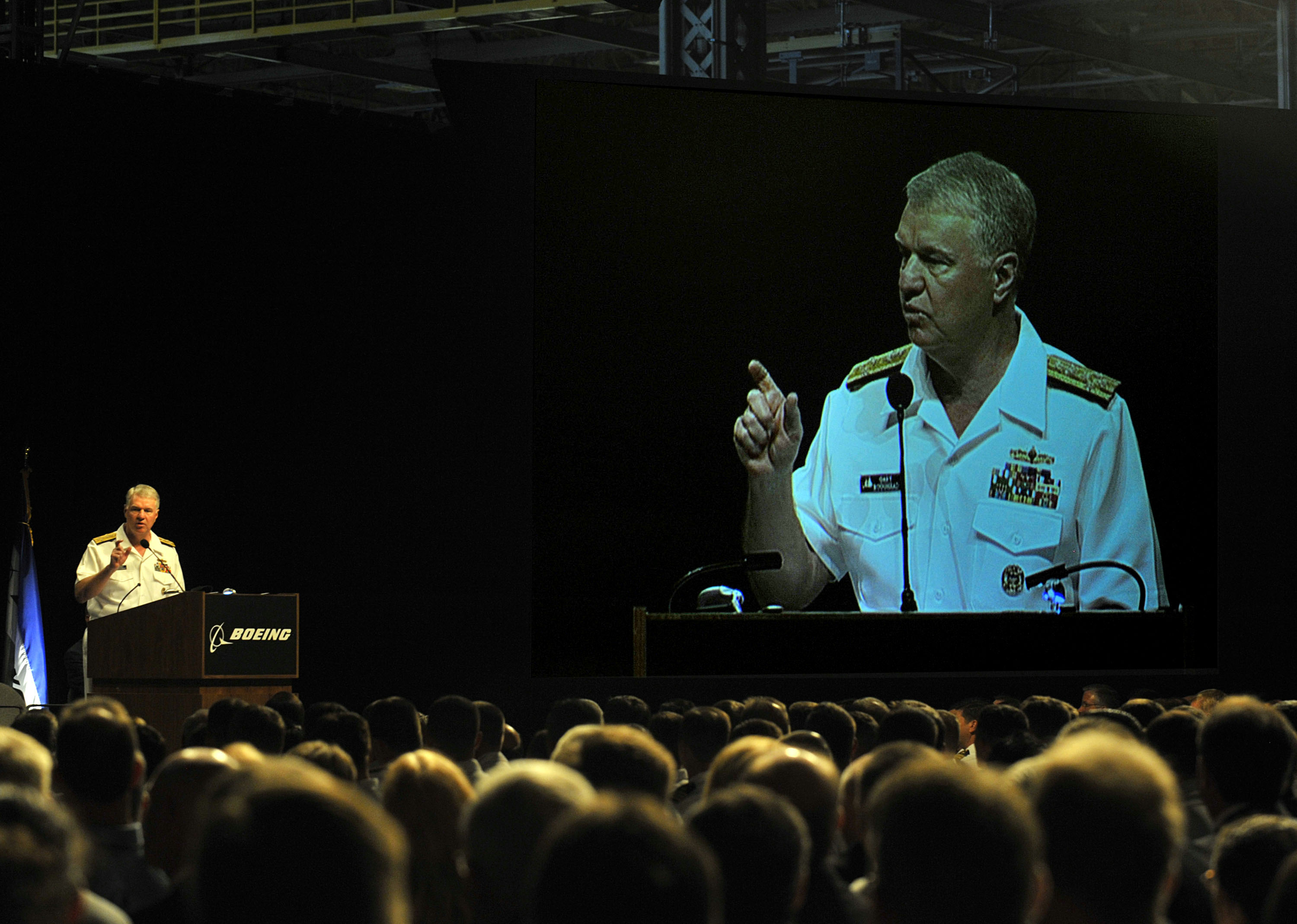
美國海軍上將Gary Roughead於波音演講P-8波賽頓海上巡邏機的採購

在後來的艾森豪威爾演講草稿中成為“軍事”之前，這個短語被認為是“基於戰爭的”工業複合體，這一說法僅通過口述歷史傳播。  杰弗裡·佩雷特 (Geoffrey Perret) 在他的艾森豪威爾傳記中聲稱，在一份演講草稿中，該短語是“軍事-工業-國會復合體”，表明美國國會在傳播軍事工業方面發揮著重要作用，但 最終版本中刪除了“國會”一詞，以安撫當時當選的官員。  James Ledbetter 稱這是一種“頑固的誤解”，沒有任何證據支持； 同樣，道格拉斯·布林克利 (Douglas Brinkley) 聲稱它最初是“軍事-工業-科學複合體”。 此外，亨利·吉鲁聲稱它最初是“軍事-工業-學術複合體”。 演講的實際作者是艾森豪威爾的演講稿撰寫人拉爾夫·E·威廉姆斯和馬爾科姆·穆斯。

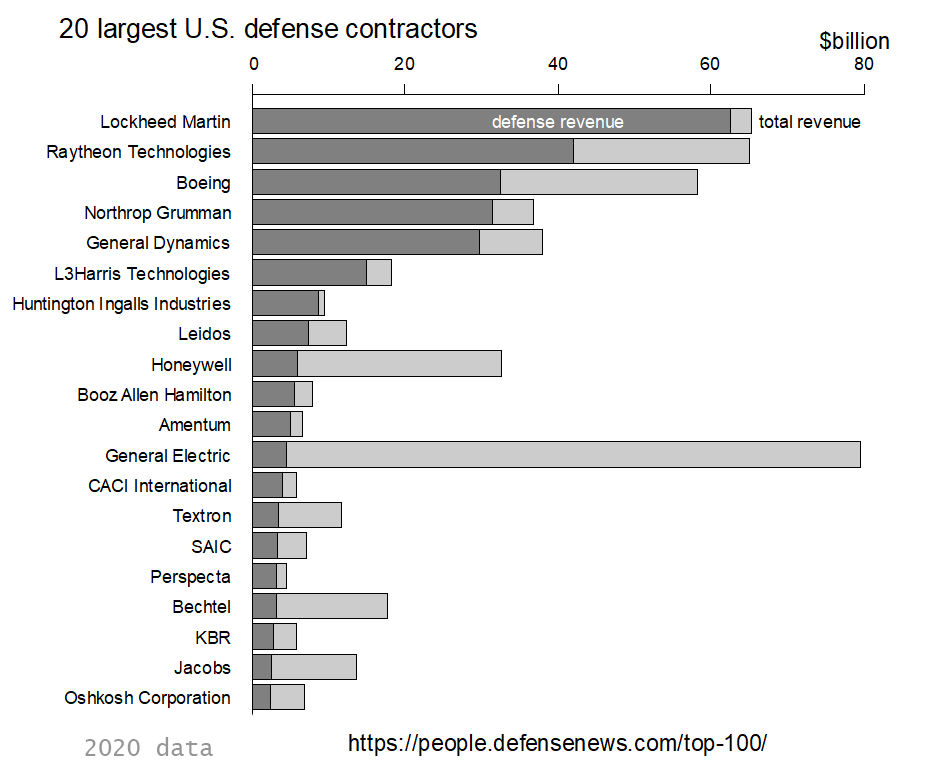
截至2020年，美國20家最大的國防承包商按國防收入排名。

在艾森豪威爾發表演講之前，就已經有人嘗試將類似於現代“軍工複合體”的東西概念化。 Ledbetter 在 Winfield W. Riefler 發表於《外交事務》的一篇文章中發現 1947 年使用的確切術語與其後來的含義非常接近。  1956 年，社會學家 赖特·米尔斯在他的《權力菁英》一書中聲稱，受共同利益驅動的一類軍事、商業和政治領導人是國家的真正領導人，實際上不受民主控制。弗里德里希·哈耶克在他 1944 年的著作《通往奴役之路》中提到二戰政治殘餘支持工業壟斷組織的危險：
在這場戰爭之後可能會加強這一趨勢的另一個因素是一些在戰爭期間嚐過強制控制權力的人，他們會發現很難接受他們[在和平年代]將不得不扮演的更卑微的角色 。
越南戰爭時期的活動家，如西摩·梅爾曼，經常提到這個概念，並在整個冷戰期間繼續使用：喬治·F·凱南在諾曼·考辛斯 1987 年出版的《權力的病理學》(The Pathology of Power) 一書的序言中寫道，“如果蘇聯明天沉沒在海洋水域下，美國軍工複合體將不得不保持基本不變，直到可以發明其他對手。任何其他事情都會對美國經濟造成不可接受的衝擊。”

2007 年美國在世界各地的軍事存在。 As of 2018,美军在全球仍有许多基地和驻扎军队。

## 冷戰後

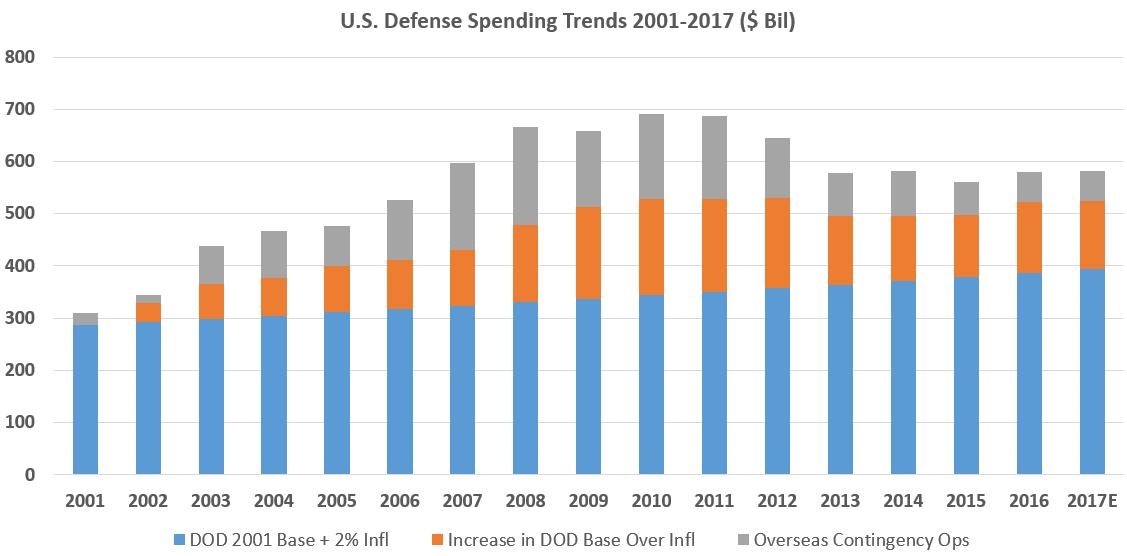
美國國防開支，2001-2017年。

冷戰結束時，美國國防承包商為他們所說的政府武器支出下降而哀嘆。  他們將緊張局勢升級（例如與俄羅斯在烏克蘭問題上的關係）視為增加武器銷售的新機會，並直接或通過國防工業協會等行業團體推動政治體系在軍事硬件上投入更多資金。 鑑於俄羅斯的威脅，由五角大樓承包商資助的美國智庫，如列剋星敦研究所和大西洋理事會，也要求增加支出。  國際政策中心武器與安全項目主任 William Huntzberger 等獨立的西方觀察家指出，“俄羅斯的武力威脅對武器製造商有額外的好處，因為它已成為五角大樓增加支出論點的標準部分—— 即使五角大樓已經有足夠的資金來解決對美國的任何實際威脅。”